# Vystavkovyi tsentr (métro de Kiev)
Vystavkovyi tsentr (ukrainien : Виставковий центр) est une station de la ligne Obolonsko-Teremkivska (M2) du métro de Kiev. Elle est située dans le raïon de Holossiïv de la ville de Kiev en Ukraine.
Mise en service en 2010, elle est desservie par les rames de la ligne M2. Le service est arrêté ou perturbé depuis l'invasion de l'Ukraine par la Russie en 2022.

## Situation sur le réseau
Établie en souterrain, la station Vystavkovyi tsentr, est une station, de passage, de la Ligne Obolonsko-Teremkivska (M2) du métro de Kiev. Elle est située, entre la station Vassylkivska, en direction du terminus nord Heroïv Dnipra, et la station Ipodrom, en direction du terminus sud, Teremky.
Elle dispose d'un quai central encadré par les deux voies de la ligne.

## Histoire
La station Vystavkovyi tsentr est mise en service le 27 décembre 2011, lors de l'ouverture à l'exploitation du prolongement de la ligne, de 1,5 km, de Vassylkivska à Vystavkovyi tsentr qui est le nouveau terminus sud de la ligne. Elle est réalisée par les architectes A. T. Gneverev, T. Tselikovskaïa, A. Nachivotchnikov, A. Joukhovski et E. Plachtchenko.
Elle devient une station de passage le 25 octobre 2012, lors de l'ouverture du prolongement suivant jusqu'au nouveau terminus Ipodrom.

## Services aux voyageurs

### Desserte
Vystavkovyi tsentr, est desservie par les rames de la ligne Obolonsko-Teremkivska (M2).

Installations et desserte
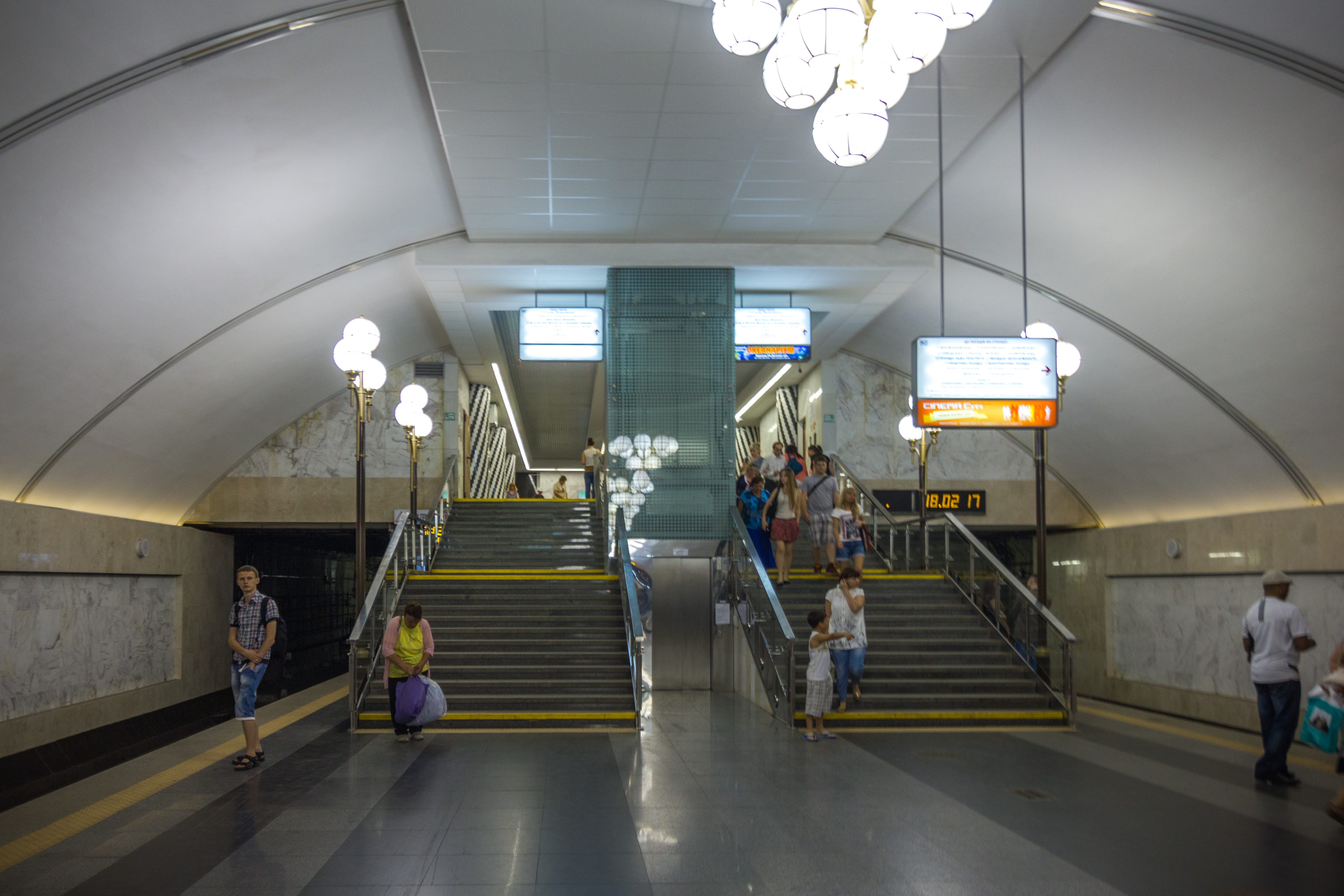
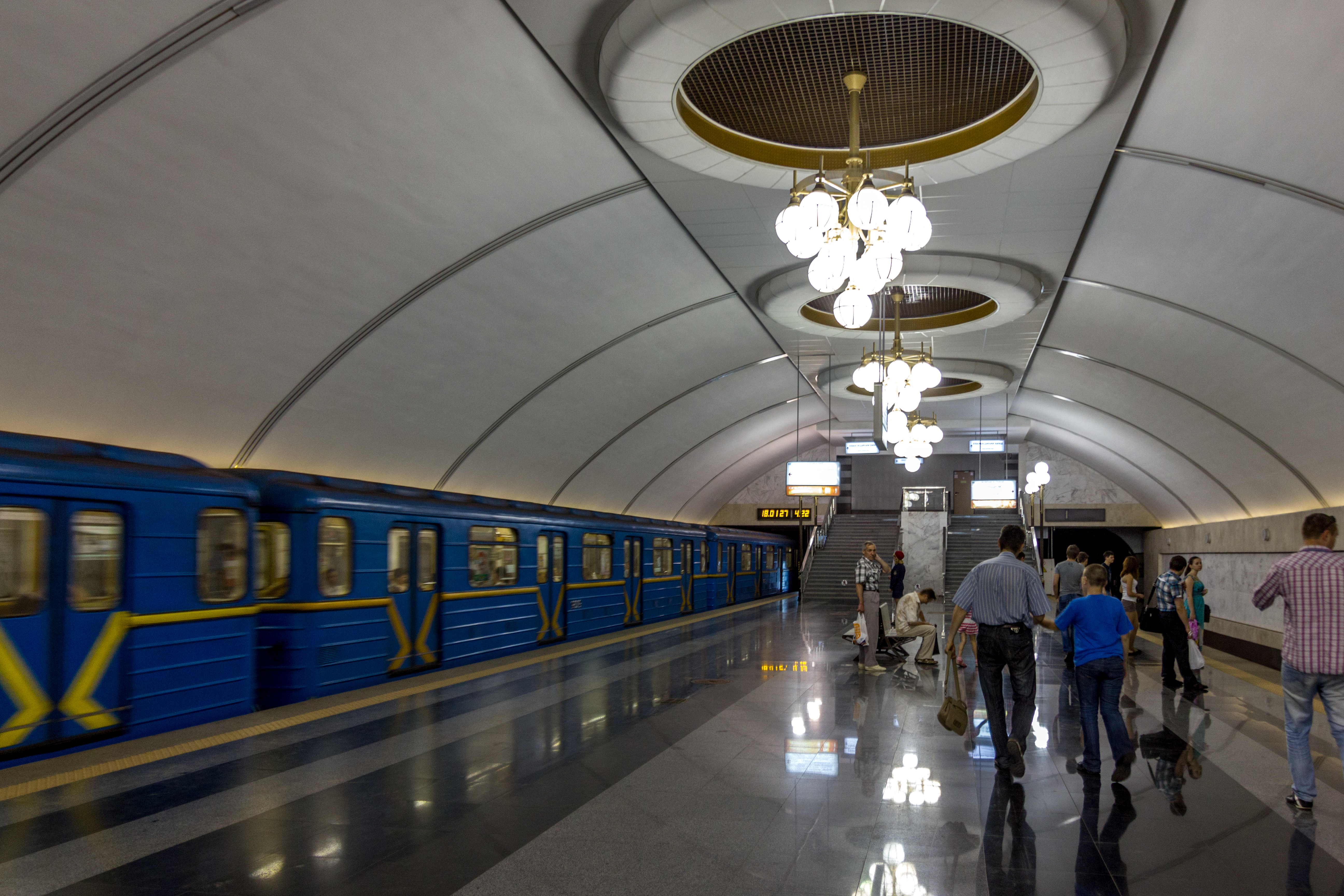
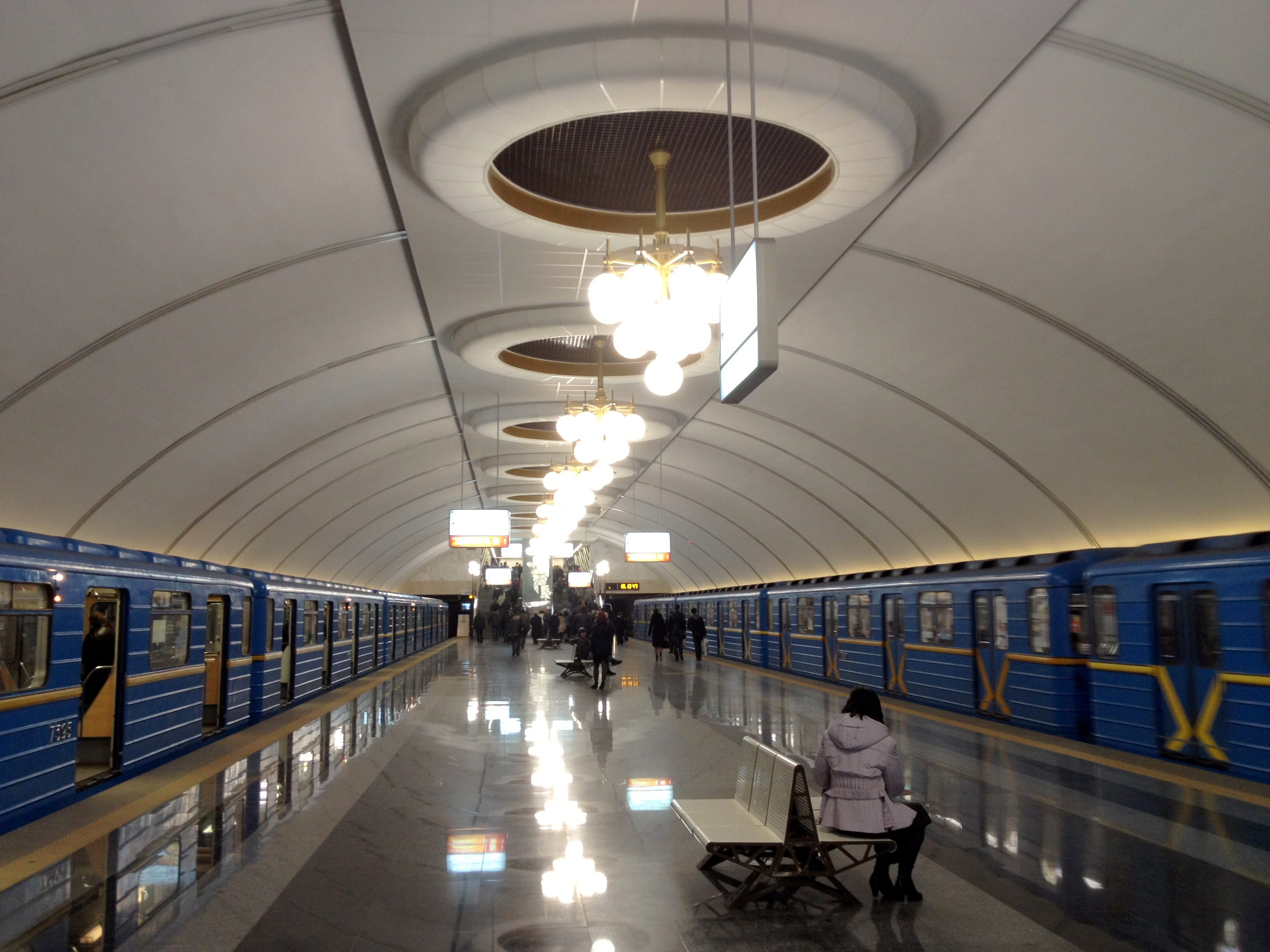

## À proximité
- Expocenter